# Jennifer Jason Leigh
Jennifer Jason Leigh (rodným jménem Jennifer Leigh Morrow; * 5. února 1962 Hollywood) je americká herečka. Její rodiče, otec Vic Morrow a matka Barbara Turner, byli rovněž herci. Svou první roli dostala v roce 1973 a později hrála v různých seriálech. Více se začala prosazovat na počátku osmdesátých let. V letech 2005–2013 byl jejím manželem spisovatel a režisér Noah Baumbach.

## Filmografie (výběr)

### Film
| Rok  | Český název                  | Role                               | Poznámky |
| ---- | ---------------------------- | ---------------------------------- | -------- |
| 1981 | Cizí oči                     | Tracy Harris                       |          |
| 1982 | Zlaté časy na Ridgemont High | Stacy Hamilton                     |          |
| 1985 | Maso a krev                  | Agnes                              |          |
| 1986 | Stopař                       | Nash                               |          |
| 1989 | Poslední útěk do Brooklynu   | Tralala                            |          |
| 1991 | Oheň                         | Jennifer Vaitkus                   |          |
| 1992 | Spolubydlící                 | Hedra „Hedy" Carlson / Ellen Besch |          |
| 1993 | Prostřihy                    | Lois Kaiser                        |          |
| 1994 | Záskok                       | Amy Archer                         |          |
| 1995 | Dolores Claiborneová         | Selena St. George                  |          |
| 1996 | Kansas City                  | „Blondie" O'Hara                   |          |
| 1997 | Washingtonovo náměstí        | Catherine Sloper                   |          |
| 1997 | Prokletá farma               | Caroline Cook                      |          |
| 2002 | Arnoldovy patálie            | Bridget (hlas)                     |          |
| 2002 | Cesta do zatracení           | Annie Sullivan                     |          |
| 2003 | Piková trojka                | Pauline                            |          |
| 2004 | Mechanik                     | Stevie                             |          |
| 2005 | Svěrací kazajka              | Beth Lorenson                      |          |
| 2007 | Svatba podle Margot          | Pauline                            |          |
| 2010 | Greenberg                    | Beth                               |          |
| 2013 | Kouzlo přítomného okamžiku   | Sara Keely                         |          |
| 2013 | Zbav se svých miláčků        | Naomi Ginsberg                     |          |
| 2015 | Osm hrozných                 | Daisy Domergue                     |          |
| 2016 | LBJ                          | Lady Bird Johnson                  |          |
| 2017 | Dobrý časy                   | Corey Ellman                       |          |
| 2017 | Amityville: Probuzení        | Joan Walker                        |          |
| 2018 | Annihilation                 | doktorka Ventressová               |          |
| 2018 | Mladý gangster               | Alex Snyder                        |          |
| 2021 | Žena v okně                  | Jane Russell                       |          |

### Televize
| Rok       | Český název     | Role                  | Poznámky                             |
| --------- | --------------- | --------------------- | ------------------------------------ |
| 1990      | Pohřben zaživa  | Joanna Goodman        | TV film                              |
| 1998      | Milostný dopis  | Elizabeth Whitcomb    | TV film                              |
| 2009–2012 | Tráva           | Jill Price-Gray       | vedlejší role, 16 dílů               |
| 2012      | Pomsta          | Kara Clarke-Murphy    | vedlejší role, 7 dílů                |
| 2017      | Twin Peaks      | Chantal Hutchens      | 6 dílů                               |
| 2017–2021 | Atypický        | Elsa Gardner          | také producent, hlavní role, 38 dílů |
| 2018      | Patrick Melrose | Eleanor Melrose       | 5 dílů                               |
| 2023      | Velký lov       | Chava „Ima" Apfelbaum | 7 dílů                               |
| 2023      | Fargo           | Lorraine Lyon         | hlavní role                          |